# 2001年鐵路
此條目列出2001年發生有關鐵路運輸的事件。

## 事件

### 1月
- 1月1日：西日本鐵道大牟田線改名天神大牟田線，西鐵福岡站也改名西鐵福岡（天神）站。
- 1月10日：新加坡地鐵東西線博覽站啟用。

### 3月
- 3月1日：環球城站啟用。
- 3月9日：首尔地铁6号线梨泰院站、漢江鎮站、波堤嶺站、藥水站落成使用。
- 3月22日：東京臨海新交通臨海線新橋站永久化。
- 3月23日：導向巴士志段味線通車。
- 3月28日：埼玉高速鐵道線通車，並與南北線與目黑線直通運行。
- 3月31日：東京臨海高速鐵道臨海線延長至天王洲島站。

### 4月
- 4月1日：下北交通停運。

### 5月
- 5月5日：布里斯班機場鐵路線（英语：Airport railway line, Brisbane）通車。

### 6月
- 6月1日：臺鐵台東舊站關閉。
- 6月7日：SNCF開通法國高速鐵路地中海線，包括新的阿維尼翁TGV站。
- 6月7日：神戶市營地下鐵海岸線通車。

### 7月
- 7月7日：神戶市營地下鐵海岸線通車，來往三宮·花時計前站至新長田站。
- 7月20日：波特蘭有軌電車南北線（英语：NS Line (Portland Streetcar)）啟用[1][2]。
- 7月27日：迪士尼度假區線通車。

### 8月
- 8月28日：德黑蘭地鐵1號線（英语：Tehran Metro Line 1）通車。

### 9月
- 9月5日：明斯克地鐵汽車廠線延線通車。
- 9月10日：波特蘭輕軌紅線（英语：MAX Red Line）通車，並同時提供機場鐵路服務[3]。
- 9月11日：發生九一一襲擊事件，世界貿易中心雙子塔倒塌，導致下方的科特蘭街車站和世界貿易中心車站嚴重損毀，途經的紐約地鐵和紐新港務局過哈德遜河捷運路線全數停運。
- 9月27日：觀塘綫暫時延長至北角站。
- 9月30日：京義線北延至臨津江站。

### 10月
- 10月1日：名古屋鐵道揖斐線、竹鼻線部分路段、谷汲線、八百津線停運。
- 10月18日：新加坡地鐵東西線杜佛站啟用。
- 10月24日：塔什干地鐵尤努薩巴特線（英语：Yunusobod Line）通車。
- 10月30日：長春軌道交通3號線通車。

### 11月
- 11月30日：京仁線開設道禾站。

### 12月
- 12月1日：湘南新宿線開業。
- 12月15日：鹽湖城輕軌紅線（英语：Red Line (TRAX)）通車。
- 12月25日：鹽湖城輕軌大學線（英语：University Line (TRAX)）通車。